# ビアンカ・シウバ
ビアンカ・シウバ(Bianca Silva、1998年7月22日 - ）は、ブラジルの女子ラグビー選手。

## プロフィール
- ブラジル、グアルーリョス出身[1]。
- 身長 174cm、体重 63kg
- ポジションはフルバック(FB)。

## 略歴
2024年、パリ五輪の7人制女子ブラジル代表に選ばれた。